# Despujolsit
Despujolsit ist ein sehr selten vorkommendes Mineral aus der Mineralklasse der „Sulfate (und Verwandte, siehe Klassifikation)“. Es kristallisiert im hexagonalen Kristallsystem mit der chemischen Formel Ca3Mn4+[(OH)6|(SO4)2]·3H2O, ist also chemisch gesehen ein wasserhaltiges Calcium-Mangan-Sulfat mit zusätzlichen Hydroxidionen.
Despujolsit bildet bis knapp 2 cm große, idiomorphe, nach {1010} prismatische oder nach {0001} tafelige Kristalle, die zu größeren Aggregaten zusammentreten können. Sie sind je nach Größe gelbgrün, zitronengelb oder limonengrün. Despujolsit ist ein typisches hydrothermal gebildetes Mineral, welches in gangförmigen Vererzungen im Umfeld von Mangan-Erzlagerstätten gefunden worden ist.

## Etymologie und Geschichte

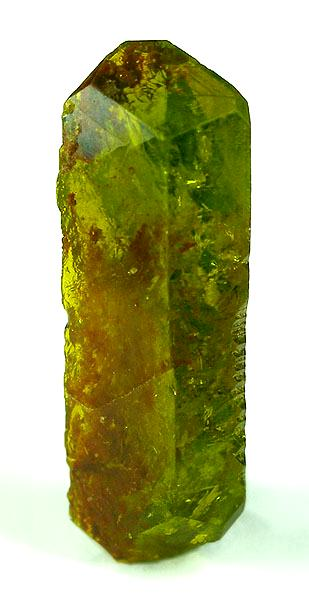
Idiomorpher Despujolsitkristall aus N’Chwaning III in Südafrika (Größe: 1,4 cm × 0,6 cm × 0,3 cm)

Das Mineral wurde erstmals im Jahre 1962 in Manganerzproben von Tachgagalt (Anti-Atlas, Marokko) beobachtet und kurze Zeit später als neues Mineral erkannt. Nach intensiven Untersuchungen eines französischen Teams von Mineralogen und Kristallographen um den Abbé Christophe Gaudefroy wurde das neue Mineral der IMA vorgelegt, die es am 18. Dezember 1967 mit 17 gegen eine Stimme als neues Mineral anerkannte. Bereits 1968 erfolgte die Erstbeschreibung als Despujolsit durch Christophe Gaudefroy, M.-M. Granger, François Permingeat und J. Protas im „Bulletin de la Societe française de Minéralogie et de Cristallographie“.
Die Autoren benannten das Mineral zu Ehren des Bergbauingenieurs Pierre Despujols (1888–1981), dem Gründer des „Service de la carte géologique du Maroc“ (Marokkanischer Geologischer Dienst).
Für Jahrzehnte blieben die maximal 0,5 mm großen Kristalle aus Tachgagalt die weltweit einzigen gut kristallisierten Vertreter für dieses Mineral. Das änderte sich erst in den Jahren 2005/2006, als in N’Chwaning II in Südafrika Despujolsit-Kristalle mit der außergewöhnlichen Größe von knapp 2 cm gefunden wurden. Die südafrikanischen Despujolsit-Kristalle gelten nun als die besten für diese Spezies weltweit.
Das Typmaterial für Despujolsit (Holotyp) stammt aus einer Donation von François Permingeat und wird in der Sammlung des Mines ParisTech (früher: École nationale supérieure des mines de Paris) in Paris (Katalog-Nr. unbekannt) aufbewahrt.

## Klassifikation
In der veralteten 8. Auflage der Mineralsystematik nach Strunz gehörte der Despujolsit zur Mineralklasse der „Sulfate, Chromate, Molybdate und Wolframate“ und dort zur Abteilung „Wasserhaltige Sulfate mit fremden Anionen“, wo er gemeinsam mit Fleischerit und Schaurteit sowie im Anhang mit Arzrunit in der „Schaurteit-Reihe“ mit der Systemnummer VI/D.06 steht.
In der zuletzt 2018 überarbeiteten Lapis-Systematik nach Stefan Weiß, die formal auf der alten Systematik von Karl Hugo Strunz in der 8. Auflage basiert, erhielt das Mineral die System- und Mineralnummer VI/D.11-010. Dies entspricht ebenfalls der Abteilung „Wasserhaltige Sulfate, mit fremden Anionen“, wo Despujolsit zusammen mit Fleischerit, Genplesit, Mallestigit und Schaurteit eine unbenannte Gruppe mit der Systemnummer VI/D.11 bildet.
Auch die von der International Mineralogical Association (IMA) zuletzt 2009 aktualisierte 9. Auflage der Strunz’schen Mineralsystematik ordnet den Despujolsit in die Abteilung „Sulfate (Selenate usw.) mit zusätzlichen Anionen, mit H2O“ ein. Diese ist allerdings weiter unterteilt nach der relativen Größe der beteiligten Kationen, so dass das Mineral entsprechend seiner Zusammensetzung in der Unterabteilung „Mit großen und mittelgroßen Kationen“ zu finden ist, wo es zusammen mit Fleischerit, Mallestigit und Schaurteit die „Fleischeritgruppe“ mit der Systemnummer 7.DF.25 bildet.
In der vorwiegend im englischen Sprachraum gebräuchlichen Systematik der Minerale nach Dana hat Despujolsit die System- und Mineralnummer 31.07.06.01. Das entspricht ebenfalls der Klasse der „Sulfate, Chromate und Molybdate“ und dort der Abteilung „Wasserhaltige Sulfate mit Hydroxyl oder Halogen“. Hier findet er sich innerhalb der Unterabteilung „Wasserhaltige Sulfate mit Hydroxyl oder Halogen mit (A+B2+)2(XO4)Zq × x(H2O)“ in der „Despujolsitgruppe“, in der auch Fleischerit, Mallestigit und Schaurteit eingeordnet sind.

## Chemismus
Despujolsit hat (auf Basis von 11 Sauerstoffatomen pro Formel) die gemessene Zusammensetzung
Ca3,44(Mn4+0,86Fe3+0,06)Σ=0,92(S0,96O4)2(OH)6·3H2O, was zu Ca3Mn4+(SO4)2(OH)6·3H2O idealisiert wurde.
Despujolsit ist das mangandominante Analogon zum germaniumdominierten Schaurteit, Ca3Ge(SO4)2(OH)6·3H2O und das Ca-Mn-dominante Analogon zum Pb-Ge-dominierten Fleischerit, Pb3Ge(SO4)2(OH)6·3H2O. Genplesit ist das zinndominante Analogon zum mangandominierten Despujolsit.

## Kristallstruktur
Despujolsit kristallisiert hexagonal in der Raumgruppe P62c (Raumgruppen-Nr. 190) mit den Gitterparametern a = 8,56 Å und c = 10,76 Å sowie zwei Formeleinheiten pro Elementarzelle.
In der Kristallstruktur des Despujolsits alternieren Mn(OH)6-Oktaeder und aus drei Ca(OH)4(H2O)2O2-Polyedern bestehende Einheiten in Richtung der c-Achse [0001] und teilen sich OH-Kanten so, dass [Ca3Mn4+(OH)6(H2O)6O3]2−-Ketten entstehen. Diese Ketten sind – ähnlich wie beim Ettringit – durch gemeinsame O und H2O fest mit SO4-Tetraedern verknüpft.
Neueren Kristallstrukturanalysen zufolge ist die Struktur des Depujolsits aber durch Schichten aus CaO8-Polyedern gekennzeichnet, die durch Mn(OH)6-Oktaeder und SO4-Tetraeder in Richtung [0001] miteinander verbunden sind. Es existieren zwei Wasserstoffbrückenbindungen, die die strukturelle Aufstellung stabilisieren. Die Calcium-Atome sind 8-fach koordiniert mit 4 (OH)−-Ionen, 2 H2O-Molekülen und 2 O-Atomen.
Fleischerit und Schaurteit sowie eventuell auch Mallestigit sind isotyp bzw. isostrukturell zu Despujolsit.

## Eigenschaften

### Morphologie
An der Typlokalität bildet Despujolsit idiomorphe, bis zu 0,5 mm große Kristalle, die meist einzeln in kleinen Hohlräumen zwischen den Gaudefroyit-Prismen sitzen. Trotz der Neigung zur Bildung von Einzelkristallen können die Despujolsite zu maximal 5 mm großen Aggregaten zusammentreten. Die Kristalle sind langprismatisch nach dem Prisma {1010} entwickelt und zeigen ferner die Flächen des Basispinakoids und der Pyramide {1011}, wie es auch die nebenstehende Kristallzeichnung illustriert.
In den Lagerstätten N’Chwaning II und N’Chwaning III bildet Despujolsit bevorzugt dicktafelige, seltener auch langprismatische Kristalle aus, die immer kleiner als 2 cm sind.

### Physikalische und chemische Eigenschaften
Die Farbe des Despujolsits ist in Abhängigkeit von der Größe seiner Kristalle gelbgrün, zitronengelb bzw. hell bis tief limonengrün.
Die Farbe der Despujolsit-Kristalle scheint spektrumsensitiv zu sein, da ein und derselbe Kristall im Halogenlicht moosgrün erscheint, während er im fluoreszierenden Licht eine heller apfelgrüne Farbe aufweist – was auch die nebenstehenden Bilder zeigen. Für Despujolsit wird keine Strichfarbe angegeben, bei ihr dürfte es sich aber um hell gelbgrüne Farbtöne handeln. Die Oberflächen der durchscheinenden bis durchsichtigen Kristalle weisen einen starken glasartigen Glanz auf, was mit der relativ hohen Doppelbrechung des Minerals übereinstimmt. Im Dünnschliff zeigt das Mineral unter dem Mikroskop gelbe Farbtöne und einen schwachen Pleochroismus von ω =  blassgelb nach ε =  gelb. Bei gekreuzten Polaren können leicht anomale grünliche Interferenzfarben der ersten Ordnung auftreten.
An den Kristallen des Despujolsits wurde keine Spaltbarkeit festgestellt, sie brechen aber aufgrund ihrer Sprödigkeit ähnlich wie Quarz, wobei die Bruchflächen muschelig ausgebildet sind. Das Mineral weist eine Mohshärte von 2,5 auf. Damit gehört Despujolsit zu den weichen Mineralen, die sich etwas leichter als das Referenzmineral Calcit mit einer Kupfermünze ritzen lassen. Die gemessene Dichte für Despujolsit beträgt 2,46 g/cm³ und die berechnete Dichte 2,54 g/cm³.
Die makroskopische Unterscheidung von Despujolsit und Jouravskit von der Typlokalität Tachgagalt ist schwierig, jedoch bieten Farbe und Glanz Abgrenzungsmöglichkeiten. Das Gelb der Despujolsit-Kristalle ist reiner, ohne die grünlichen oder orangefarbenen Töne des Jouravskits, auch weist Despujolsit einen lebhafteren Glasglanz auf als Jouravskit.
In Salzsäure (HCl) löst sich Despujolsit unter Entwicklung von Chlor auf. Mit verdünnter Salpetersäure (HNO3) erst braun und dann schwarz werdend. Kalte Essigsäure verursacht keine erkennbaren Reaktionen.

## Bildung und Fundorte
Despujolsit entsteht als hydrothermale Bildung in Gängen im Umfeld von Manganlagerstätten. Typischerweise sitzt das Mineral in den Hohlräumen zwischen Gaudefroyit-Kristallen (Tachgagalt), aber immer ohne Calcit, während Jouravskit fast immer von diesem Mineral begleitet wird. Wenn man die Bildung von Despujolsit ebenso wie die von Jouravykit als vulkanisch mit der Einwirkung von Fumarolen auf Manganerze annimmt, kann Despujolsit nur in CO2-freien Bereichen gebildet werden. Das ist vor allem dort verwirklicht, wo bei der Kristallisation von Gaudefroyit bereits alles CO2 verbraucht war. Außerdem veränderte sich das Milieu zum Ende der Mineralbildung von reduzierend zu oxidierend, was auch den Wechsel vom dreiwertigen Mangan im Gaudefroyit zum vierwertigen Mangan im Despujolsit erklärt. In den Lagerstätten der Kalahari-Manganerzfelder findet sich das Mineral in Form von aufgewachsenen Kristallen auf einer roten, wohl durch Hämatit gefärbten Matrix.
Als sehr seltene Mineralbildung konnte Despujolsit bisher (Stand 2016) erst von knapp zehn Fundpunkten beschrieben werden. Als Typlokalität gilt der Gang #2 der zwischen 1937 und 1960 bearbeiteten, heute längst aufgelassenen Manganerzlagerstätte Tachgagalt, Provinz Ouarzazate, Region Drâa-Tafilalet, Marokko.
Wesentlich bessere Stufen, oft aber nur perfekt ausgebildete Kristalle oder Kristallbruchstücke, kamen 2005/2006 aus der „N’Chwaning II Mine“ bei Kuruman, Kalahari-Manganerzfelder, Provinz Northern Cape, Südafrika. In der benachbarten „Grube N’Chwaning III“, die erst 2006 in Förderung ging, wurde Ende 2010 mehr oder weniger identisches Material gefunden.
Weitere Lokalitäten, an denen Despujolsit identifiziert wurde, sind die Mn-Co-Lagerstätte „Bungonia“ bei Argyle, New South Wales, Australien; die Sb-Lagerstätte der „Llapa Llapa Mine“, Provinz Tomás Frías, Departamento Potosí, Bolivien, die „Shopov-Höhle“ im Balkan (Stara Planina), Bulgarien; die Cu-Pb-Zn-Gangerzlagerstätte der „Ogoya Mine“ bei der Stadt Komatsu City, Präfektur Ishikawa, Region Chūbu, Honshū, Japan; die „San Jacinto Mudpots“ am Vulkan Telica, Volcano, Departamento León, Nicaragua sowie die Berylliumlagerstätte „Apache Warm Springs“ im Ojo Caliente No. 2 District, Socorro County, New Mexico, Vereinigte Staaten.

## Verwendung
Despujolsit ist aufgrund seiner Seltenheit lediglich für Sammler interessant.